# Piacenza Football Club 1984-1985
Questa pagina raccoglie le informazioni riguardanti il Piacenza Football Club nelle competizioni ufficiali della stagione 1984-1985.

## Stagione
Nella stagione 1984-1985 dopo aver riconquistato la Serie C1 il Piacenza vi ha disputato il girone A. Ha raccolto 45 punti e si è piazzato in seconda posizione di classifica, appaiato al Lanerossi Vicenza. Il campionato è stato vinto con 48 punti dal Brescia, che ha ottenuto la promozione diretta. Per la seconda promozione si è reso necessario uno spareggio tra le due squadre piazzate in seconda posizione, che si è giocato a Firenze il 16 giugno 1985: al termine dei tempi supplementari i veneti si impongono per (3-1), ottenendo la promozione in Serie B.
Leonardo Garilli e Titta Rota allestiscono una squadra rivoluzionata rispetto alla stagione scorsa, con l'obiettivo principale di mantenere la categoria e se possibile arrivare nei primi cinque posti, per poter partecipare alla prossima Coppa Italia di Serie A e B. E invece il Piacenza disputa un campionato di vertice, ad un certo punto sembra fatta per ottenere la seconda promozione consecutiva, dopo la vittoria (0-1) di Ancona e l'(1-0) interno con l'Asti, a due giornate dal termine del torneo il Piacenza è secondo da solo, ma alla penultima giornata la sconfitta di Carrara (1-0) rimette in gioco il Lanerossi Vicenza. Peccato, ma che bel campionato!
In Coppa Italia di Serie C il Piacenza è inserito nel girone E di qualificazione, con 6 punti si piazza al terzo posto, dietro all'Ospitaletto promosso ai sedicesimi di finale, ed al Trento, e davanti alla Virescit Boccaleone.

## Rosa
| N. |                   | Ruolo | Calciatore         |
| -- | ----------------- | ----- | ------------------ |
|    | Italia (bandiera) | D     | Claudio Azzali     |
|    | Italia (bandiera) | C     | Fabrizio Bresciani |
|    | Italia (bandiera) | D     | Maurizio Carlo     |
|    | Italia (bandiera) | C     | Ivano Comba        |
|    | Italia (bandiera) | A     | Angelo Crialesi    |
|    | Italia (bandiera) | C     | Stefano Desideri   |
|    | Italia (bandiera) | A     | Roberto Di Nicola  |
|    | Italia (bandiera) | C     | Alfio Filosofi     |
|    | Italia (bandiera) | D     | Stefano Fontana    |
|    | Italia (bandiera) | C     | Claudio Foscarini  |

| N. |                   | Ruolo | Calciatore           |
| -- | ----------------- | ----- | -------------------- |
|    | Italia (bandiera) | P     | Fabrizio Lorieri     |
|    | Italia (bandiera) | A     | Armando Madonna      |
|    | Italia (bandiera) | D     | Giorgio Mastropasqua |
|    | Italia (bandiera) | C     | Maurizio Pertusi     |
|    | Italia (bandiera) | D     | Gian Filippo Reali   |
|    | Italia (bandiera) | C     | Paolo Rossi          |
|    | Italia (bandiera) | A     | Gianfranco Serioli   |
|    | Italia (bandiera) | C     | Giancarlo Snidaro    |
|    | Italia (bandiera) | C     | Antonio Tonini       |
|    | Italia (bandiera) | C     | Aladino Valoti       |

## Risultati

### Campionato

#### Girone di andata
| Arbitro: | Catania (Roma) |

|              |           |              |
| Pasciullo 9’ | Marcatori | 67’ Filosofi |

| Piacenza 30 settembre 1984 2ª giornata | Piacenza              | 0 – 0 | Pavia | Stadio Galleana\| Arbitro: \| Della Rovere (Torino) \| |
| Arbitro:                               | Della Rovere (Torino) |       |       |                                                        |

| Arbitro: | Calabretta (Catanzaro) |

|                                        |           |  |
| Maragliulo 43’, 51’, 65’ Bonometti 62’ | Marcatori |  |

| Arbitro: | Mazzetti (Firenze) |

|                         |           |                        |
| Pertusi 42’ Serioli 78’ | Marcatori | 2’ (rig.), 43’ Buffone |

| Arbitro: | Bruni (Arezzo) |

|                |           |                         |
| D'Agostino 44’ | Marcatori | 36’ Serioli 59’ Snidaro |

| Arbitro: | Di Cola (Avezzano) |

|                          |           |                          |
| Serioli 19’ Filosofi 87’ | Marcatori | 34’ Mastini 90’ Pierozzi |

| Firenze 1º novembre 1984 7ª giornata | Rondinella        | 0 – 0 | Piacenza | Stadio Gino Bozzi\| Arbitro: \| Caprini (Perugia) \| |
| Arbitro:                             | Caprini (Perugia) |       |          |                                                      |

| Modena 11 novembre 1984 8ª giornata | Modena           | 0 – 0 | Piacenza | Stadio Alberto Braglia\| Arbitro: \| Fiorenza (Siena) \| |
| Arbitro:                            | Fiorenza (Siena) |       |          |                                                          |

| Arbitro: | Cassi (Pisa) |

|           |           |  |
| Carlo 23’ | Marcatori |  |

| Arbitro: | Quartuccio (Torre Annunziata) |

|                           |           |  |
| Filosofi 48’ Crialesi 76’ | Marcatori |  |

| Arbitro: | Ramacci (Latina) |

|                  |           |             |
| R. Piraccini 71’ | Marcatori | 87’ Madonna |

| Arbitro: | Ciaccio (Napoli) |

|              |           |  |
| Filosofi 27’ | Marcatori |  |

| Arbitro: | Acri (Novi Ligure) |

|                   |           |                     |
| Vitale 32’ (rig.) | Marcatori | 31’ (rig.) Crialesi |

| Arbitro: | Bruni (Arezzo) |

|                             |           |           |
| Foscarini 23’ Di Nicola 77’ | Marcatori | 47’ Mochi |

| Arbitro: | Satariano (Palermo) |

|  |           |           |
|  | Marcatori | 45’ Carlo |

| Piacenza 27 gennaio 1985 16ª giornata | Piacenza          | 0 – 0 | Carrarese | Stadio Galleana\| Arbitro: \| Gava (Conegliano) \| |
| Arbitro:                              | Gava (Conegliano) |       |           |                                                    |

| Arbitro: | Agnelli (Siena) |

|                     |           |                  |
| De Gradi 48’ (rig.) | Marcatori | 45’, 89’ Serioli |

#### Girone di ritorno
| Arbitro: | Bailo (Novi Ligure) |

|              |           |            |
| Crialesi 61’ | Marcatori | 38’ Rondon |

| Pavia 10 febbraio 1985 19ª giornata | Pavia            | 0 – 0 | Piacenza | Stadio Comunale\| Arbitro: \| De Luca (Napoli) \| |
| Arbitro:                            | De Luca (Napoli) |       |          |                                                   |

| Arbitro: | Fabricatore (Roma) |

|                             |           |                                    |
| Valoti 2’, 28’ Crialesi 78’ | Marcatori | 33’ Mossini 36’ Gritti 40’ Ascagni |

| Jesi 24 febbraio 1985 21ª giornata | Jesi                | 0 – 0 | Piacenza | Stadio Comunale\| Arbitro: \| Amendolia (Messina) \| |
| Arbitro:                           | Amendolia (Messina) |       |          |                                                      |

| Arbitro: | Conforti (Macerata) |

|              |           |                |
| Filosofi 60’ | Marcatori | 68’ D'Agostino |

| Arbitro: | Cassi (Pisa) |

|              |           |  |
| Righetti 15’ | Marcatori |  |

| Arbitro: | Schiavon (Padova) |

|                          |           |  |
| Snidaro 19’ Filosofi 22’ | Marcatori |  |

| Arbitro: | Calabretta (Catanzaro) |

|               |           |  |
| Di Nicola 57’ | Marcatori |  |

| Arbitro: | Acri (Novi Ligure) |

|           |           |             |
| Cozzi 71’ | Marcatori | 86’ Snidaro |

| Arbitro: | Nicchi (Arezzo) |

|  |           |            |
|  | Marcatori | 52’ Valoti |

| Arbitro: | Fabricatore (Roma) |

|               |           |  |
| Foscarini 50’ | Marcatori |  |

| Arbitro: | Nicoletti (Agropoli) |

|                               |           |                                |
| Rocca 11’ Paradiso 69’ (rig.) | Marcatori | 42’ (rig.) Crialesi 89’ Valoti |

| Arbitro: | Bailo (Novi Ligure) |

|               |           |            |
| Di Nicola 66’ | Marcatori | 85’ Liucci |

| Arbitro: | Caprini (Perugia) |

|  |           |                    |
|  | Marcatori | 30’ (rig.) Madonna |

| Arbitro: | Conforti (Macerata) |

|             |           |  |
| Serioli 67’ | Marcatori |  |

| Arbitro: | Tarallo (Como) |

|            |           |  |
| Zerbio 55’ | Marcatori |  |

| Arbitro: | Novi (Pisa) |

|                              |           |  |
| Crialesi 5’ (rig.) Comba 50’ | Marcatori |  |

### Spareggio Promozione
| Arbitro: | Amendolia (Messina) |

|                                       |           |           |
| Cerilli 63’ Rondon 93’ Mascheroni 95’ | Marcatori | 76’ Carlo |

### Coppa Italia

#### Girone E
| Arbitro: | Cesca (Latisana) |

|             |           |             |
| Fabrizi 74’ | Marcatori | 63’ Serioli |

| Piacenza 26 agosto 1984 2ª giornata | Piacenza            | 0 – 0 | Virescit Bergamo | Stadio Galleana\| Arbitro: \| Ruffinengo (Savona) \| |
| Arbitro:                            | Ruffinengo (Savona) |       |                  |                                                      |

| Arbitro: | Grechi (Milano) |

|             |           |  |
| Masuero 69’ | Marcatori |  |

| Piacenza 5 settembre 1984 4ª giornata | Piacenza            | 0 – 0 | Trento | Stadio Galleana\| Arbitro: \| Bailo (Novi Ligure) \| |
| Arbitro:                              | Bailo (Novi Ligure) |       |        |                                                      |

| Arbitro: | Frusciante (Como) |

|  |           |               |
|  | Marcatori | 38’ Di Nicola |

| Arbitro: | Bonazza (Monfalcone) |

|              |           |            |
| Desideri 35’ | Marcatori | 28’ Zobbio |